# Виделки замість ножів
«Виделки замість ножів» (англ. Forks over Knives) — документальний фільм 2011 року, який розповідає, як раціональне харчування продуктами рослинного походження допомагає зупинити та побороти деякі хронічні хвороби, зокрема діабет, деякі види раку, серцево-судинні та інші захворювання. Фільм спонукає свідомо ставитись до того, що брати виделкою, щоб уникати хірургічного ножа (скальпеля). 
Фільм посилається на «Китайське дослідження» - масштабну багаторічну працю китайських та британських науковців, яка на основі аналізу численних статистичних даних обґрунтовує, що ішемічна хвороба серця, діабет, ожиріння і рак можуть бути спричинені сучасними тенденціями в харчуванні через вміст великої кількості промислово обробленої їжі і їжі тваринного походження (в тому числі молокопродуктів). Фільм також показує корумпованість системи охорони здоров'я.